# Tétrafluorure de neptunium
Le tétrafluorure de neptunium est un composé chimique de formule NpF4. Il se présente comme un solide vert isostructurel de l'UF4 cristallisé dans le système monoclinique avec le groupe d'espace C2/c (no 15). Il peut être obtenu en faisant réagir de l'oxyde de neptunium(IV) NpO2 avec du fluorure d'hydrogène HF dans un flux d'oxygène O2 à 500 °C afin de prévenir la réduction du NpF4 par des traces d'hydrogène dans l'HF gazeux :
NpO2 + 4 HF ⟶ NpF4 + 2 H2O.
Il est également possible de le préparer en oxydant du trifluorure de neptunium NpF3 avec un mélange d'oxygène et de fluorure d'hydrogène :
4 NpF3 + O2 + 4 HF ⟶ 4 NpF4 + 2 H2O.
Le NpF4 est réduit en NpF3 par un flux d'hydrogène :
2 NpF4 + H2 ⟶ 2 NpF3 + 2 HF.
Il est converti en hexafluorure de neptunium NpF6 volatil par un flux de fluor gazeux à 500 °C :
NpF4 + F2 ⟶ NpF6.